# Zethus toltecus
Zethus toltecus är en stekelart som beskrevs av Henri Saussure 1875. Zethus toltecus ingår i släktet Zethus och familjen Eumenidae. Utöver nominatformen finns också underarten Z. t. segmentalis.